# Taupo
|  | Aquest article tracta sobre la ciutat. Vegeu-ne altres significats a «llac Taupo». |

Taupo (en maori: Taupō-nui-a-Tia) és un poble localitzat a la costa del llac Taupo al centre de l'illa del Nord de Nova Zelanda. És la seu del consell del districte de Taupo i es localitza al sud de la regió de Waikato. Taupo tenia 22.600 habitants i el districte de Taupo tenia 34.100 habitants el juny de 2011.

## Etimologia
El nom de Taupo, el qual és el nom comú del poble, és la versió curta del seu nom complet, Taupō-nui-a-Tia. La traducció literal del maori tradueix el nom complet de la ciutat com «El gran mantell de Tia», on Tia és el nom del descobridor del llac.

## Economia
Taupo és un centre turístic, particularment a l'estiu, ja que ofereix vistes panoràmiques del llac i de les muntanyes volcàniques del Parc Nacional de Tongariro al sud. Ofereix gran nombre d'activitats turístiques incloent paracaigudisme, motos d'aigua i parapents.
Taupo serveix com a diverses plantacions de boscos de pins incloent el bosc de Kaingaroa, el bosc artificial més gran del món, i indústries relacionades. Una gran serradora es localitza aproximadament a tres quilòmetres al nord-est del poble a la carretera Centennial Drive.

## Clima
| Paràmetres climàtics mitjans de Taupo | Paràmetres climàtics mitjans de Taupo | Paràmetres climàtics mitjans de Taupo | Paràmetres climàtics mitjans de Taupo | Paràmetres climàtics mitjans de Taupo | Paràmetres climàtics mitjans de Taupo | Paràmetres climàtics mitjans de Taupo | Paràmetres climàtics mitjans de Taupo | Paràmetres climàtics mitjans de Taupo | Paràmetres climàtics mitjans de Taupo | Paràmetres climàtics mitjans de Taupo | Paràmetres climàtics mitjans de Taupo | Paràmetres climàtics mitjans de Taupo | Paràmetres climàtics mitjans de Taupo |
| Mes                                   | Gen.                                  | Feb.                                  | Mar.                                  | Abr.                                  | Mai.                                  | Jun.                                  | Jul.                                  | Ago.                                  | Set.                                  | Oct.                                  | Nov.                                  | Des.                                  | Anual                                 |
| ------------------------------------- | ------------------------------------- | ------------------------------------- | ------------------------------------- | ------------------------------------- | ------------------------------------- | ------------------------------------- | ------------------------------------- | ------------------------------------- | ------------------------------------- | ------------------------------------- | ------------------------------------- | ------------------------------------- | ------------------------------------- |
| Temperatura diària màxima °C (°F)     | 23,3 (73,9)                           | 23,3 (73,9)                           | 20,9 (69,6)                           | 17,6 (63,7)                           | 14,1 (57,4)                           | 11,8 (53,2)                           | 11,2 (52,2)                           | 12,1 (53,8)                           | 14,1 (57,4)                           | 16,5 (61,7)                           | 19 (66,2)                             | 21,3 (70,3)                           | 16,9 (62,4)                           |
| Temperatura diària mínima °C (°F)     | 11,5 (52,7)                           | 11,6 (52,9)                           | 10,2 (50,4)                           | 7,4 (45,3)                            | 4,9 (40,8)                            | 3,4 (38,1)                            | 2,2 (36)                              | 3 (37,4)                              | 4,7 (40,5)                            | 6,6 (43,9)                            | 8,4 (47,1)                            | 10,1 (50,2)                           | 7,1 (44,8)                            |
| Precipitació total mm (polzades)      | 85 (3,3)                              | 77 (3)                                | 83 (3,3)                              | 74 (2,9)                              | 87 (3,4)                              | 99 (3,9)                              | 105 (4,1)                             | 109 (4,3)                             | 99 (3,9)                              | 102 (4)                               | 85 (3,3)                              | 108 (4,3)                             | 1.102 (43,4)                          |
| Font: NIWA Climate Data               |                                       |                                       |                                       |                                       |                                       |                                       |                                       |                                       |                                       |                                       |                                       |                                       |                                       |

## Política
Nacionalment, Taupo s'ubica en la circumscripció electoral general de Taupō i a la circumscripció electoral maori de Waiariki de la Cambra de Representants de Nova Zelanda.
Taupō es considera una circumscripció a vegades liberal i a vegades conservadora. Des de les eleccions de 2008 ha guanyat sempre el Partit Nacional, i el Partit Laborista no ha guanyat des de les eleccions de 2005; des de les eleccions de 2008 ha guanyat sempre Louise Upston. En les eleccions de 2011 Upston guanyà amb el 63,65% del vot de la circumscripció. En segon lloc quedà Frances Campbell del Partit Laborista amb el 20,73% del vot.
Waiariki, per altra banda, es considera una circumscripció liberal. Des de les eleccions de 2005 ha guanyat sempre el Partit Maori, i el Partit Laborista no ha guanyat des de les eleccions de 2002; des de les eleccions de 2005 ha guanyat sempre Te Ururoa Flavell. En les eleccions de 2011 Flavell guanyà amb el 43,05% del vot de la circumscripció. En segon lloc quedà Annette Sykes del Partit Mana amb el 32,45% del vot.

## Ciutats agermanades
Taupo està agermanada amb quatre municipis:
- Hakone (Japó)
- Nouméa (Nova Caledònia)
- Suzhou (Xina)
- Xi'an (Xina)